# Rosi S.M.

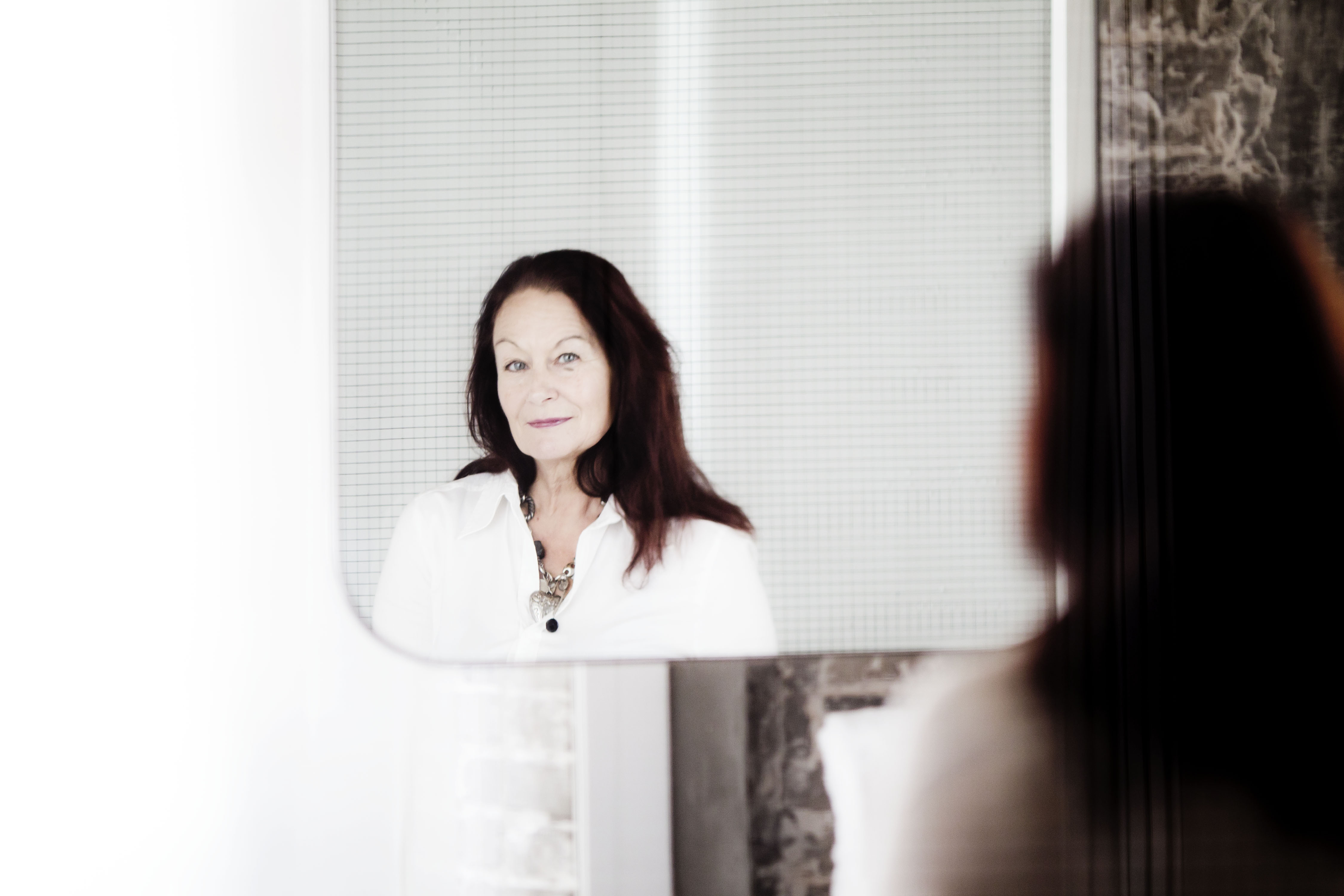
Rosi S.M. (2011)

Rosi S.M. (Künstlername ohne Leerzeichen innerhalb des „S.M.“), bürgerlich Rosemarie Schneider-Mohamed (* 9. Mai 1950 in Hösbach im Spessart, als Rosemarie Bergmann; † August 2014) war eine deutsche Regisseurin.

## Leben und Karriere
Rosemarie Schneider verließ 1965 die Realschule der Englischen Fräulein in Aschaffenburg und arbeitete anschließend als Industriekauffrau.
Sie heiratete früh und bekam zwei Töchter. 1972 zog sie nach dem Scheitern ihrer Ehe mit ihren Kindern nach Berlin, holte auf dem zweiten Bildungsweg Mittlere Reife und Abitur nach und beendete 1982 ein Studium der Regie und Kamera an der Deutschen Film- und Fernsehakademie Berlin. Es folgte die Produktion mehrerer künstlerischer Kurz- und Langfilme sowie weitere Ausbildungen als Journalistin und Multimedia-Designerin.
1984 bis 1986 wurde ihr die Verwaltung einer Professorenstelle an der Hochschule für Bildende Künste in Braunschweig sowie die Leitung der Filmklasse und des Hochschulkinos übertragen. 1987 bis 1989 schuf sie die Strukturen für Bürgerfunk in der Volkshochschule Düsseldorf und bildete die Redaktionsleitung dieses privaten Rundfunksenders aus. 1990 bis 1991 war sie für Öffentlichkeitsarbeit im Kulturdezernat der Stadt Düsseldorf und für die Leitung des Städtischen Kulturprogramms auf der ersten Düsseldorfer Frauen-Messe „Top 91“ zuständig.
1994 bis 1996 leitete sie das Filmarchiv der Internationalen Kurzfilmtage Oberhausen. Als Organisationsleiterin in der Filmkommission war sie mitbestimmend an der Film-Auswahl der Internationalen Kurzfilmtage Oberhausen. Danach arbeitete sie als Dozentin an unterschiedlichen Medieneinrichtungen. Von 2001 bis 2004 war sie Projekt- und Teamleiterin für das Foto- und Schriftgutarchiv des Filmmuseums Düsseldorf.
Parallel arbeitet Rosi S.M. als Freie (Film)Künstlerin, inszeniert Lesungen eigener Texte und veranstaltete Film-/Kunst-Performances und Ausstellungen ihrer Arbeiten. Seit 2009 lebte sie wieder in Berlin.
Von 2011 bis 2012 lebte Rosi S.M. auf Einladung der Swatch Group (China) im Swatch Art Peace Hotel in Shanghai. Als Artist in Residence drehte sie u. a. für einen langen Experimentalfilm und bereitete Teile einer Film-Performance/Rauminstallation vor. Dazu entsteht der Film: ShanghaiBlues (AT). In Shanghai und in der Stadt Wu Han zeigte sie Ausstellungen ihrer Collagen, Objekte, Fotografien und Rauminstallationen, die u. a. im Swatch Art Peace Hotel entstanden und teilweise in die Swatch Collection eingegangen sind.
Von Februar bis Mai 2013 zeigte sie die Ausstellung „Collage-Detail als Fotografie“, eine Fokussierung auf in Shanghai entstandene Werke, in der Galerie des Café Barfly in Berlin. Im Sommer 2013 war sie ausgewählt für die „Open Air Gallery Berlin“ an der Oberbaumbrücke und zeigte eine Auswahl ihrer Objekte, Malerei, neuer Collagen und Fotoarbeiten aus Shanghai. Für den „FotoKunstLauf“, eine Ausstellung von Fotos zum Stadtteil Spandau, wurde eine Fotoarbeit von ihr in den Spandau-Arkaden im September 2013 präsentiert.
Das Filmmuseum der Landeshauptstadt Düsseldorf (Nordrhein-Westfalen) sammelt alle Film-Werke, Schriftgut, Plakate und Fotografien von Rosi S.M. im hauseigenen Film-Archiv, Ihre Filme sind dort – überwiegend – als DVD ausleihbar.

## Preise und Auszeichnungen
- 1981: Preis der deutschen Filmkritik (Sparte Kurzfilm 1980) für Mama Hemmers geht mit ihrem Pastor zum letzten Mal über'n Heinrichplatz: Kreuzberg adiö[4]
- 1982: Preis der deutschen Filmkritik (Sparte Kurzfilm 1981) für As Time Goes By...[4]
- 1994: Preis der deutschen Filmkritik (Sparte Experimentalfilm 1993) für Requiem für Requisiten[4]
- 1996: Spezialpreis für unabhängiges, experimentelles Filmschaffen, Stuttgarter Filmwinter 1996 für Requiem für Requisiten sowie das gesamte künstlerische Œuvre von Rosi S.M.[5]

## Filmografie
- 1978: Märzlicht (Darstellerin)
- 1978–80: Warte Liebe (Kurzfilm; Regie, Drehbuch, Kamera, Schnitt)
- 1980: Allrad e. V. (Regie, Drehbuch, Schnitt)
- 1981: Mama Hemmers geht mit ihrem Pastor zum letzten Mal über'n Heinrichplatz: Kreuzberg adiö (Dokumentarfilm; Regie, Drehbuch, Kamera, Schnitt)
- 1982: As Time Goes By... (Regie, Buch, Kamera, Ton, Schnitt, Trick)
- 1982: Oder was sonst noch geschah (Regie-Assistenz, Darstellerin)
- 1982: La vie (Regie-Assistenz)
- 1983: I Wonder About Miss Lonelyheart (Regie, Drehbuch, Schnitt)
- 1985: Parlez-moi d'amour (Regie, Drehbuch, Schnitt, Trick, Produktion)
- 1987: Unendlich die Rettung naht (Regie, Schnitt, Produktion)
- 1990: Song of Henna (Regie, Konzept, Produktion)
- 1991: Die Schadowstraße und ihr Fest (Konzept, Regie)
- 1993: Requiem für Requisiten (Regie, Schnitt, Produktion)
- 1993: The Flying Dutchman (Schnitt)[6]
- 2001: Erfüllung (Regie, Kamera, Produktion)[6]
- 2006: Hara Mira Belle (Regie, Kamera, Produktion)